# Gare de La Valbonne
Gare de La Valbonne vasútállomás Franciaországban, Béligneux településen.

## Vasútvonalak
Az állomást az alábbi vasútvonalak érintik:
- Lyon–Genf-vasútvonal

## Kapcsolódó állomások
A vasútállomáshoz az alábbi állomások vannak a legközelebb:
- Gare de Montluel
- Gare de Meximieux - Pérouges